# Noi (Zamjatin)
Noi (in russo Мы) è un romanzo dello scrittore russo Evgenij Ivanovič Zamjatin scritto tra il 1919 e il 1921 e pubblicato per la prima volta nel 1924 (tradotto in lingua inglese) ed in Unione Sovietica solo nel 1988. Il titolo nella lingua russa corrisponde  al pronome nominativo "noi".
Romanzo a carattere satirico ambientato nel futuro, Noi è il capostipite del genere dell'utopia negativa o distopia. In esso il totalitarismo e il conformismo caratteristici dell'Unione Sovietica del primo Novecento vengono portati agli estremi, dipingendo un'organizzazione statale che individua nel libero arbitrio la causa dell'infelicità, e che pretende di controllare matematicamente le vite dei cittadini attraverso un sistema di efficienza e precisione industriale di tipo tayloristico. 

## Storia editoriale
Fu scritto in seguito alle esperienze personali dell'autore durante la Rivoluzione russa del 1905 e quella del 1917, oltre al periodo trascorso a Jesmond, un sobborgo di Newcastle upon Tyne, e al lavoro nei cantieri navali sul fiume britannico Tyne (1916-17), dove egli osservò la razionalizzazione del lavoro tipica delle grandi imprese.
Fu il primo romanzo ad essere messo al bando dal Glavlit, l'ente sovietico preposto alla censura, nel 1921, sebbene la sua bozza iniziale risalisse al 1919. Effettivamente gran parte delle basi del romanzo erano già presenti nella novella Gli isolani, iniziata a Newcastle nel 1916. La posizione letteraria di Zamjatin andò deteriorandosi nel corso degli anni 1920, e nel 1931 gli venne infine concesso di emigrare a Parigi, dopo l'intercessione di Maksim Gor'kij presso Stalin.
Il romanzo fu pubblicato in inglese nel 1924, ma la prima edizione russa giunse solamente nel 1988, quando venne pubblicato congiuntamente con 1984 di Orwell. Orwell conosceva Noi, avendone letto e recensito l'edizione francese nel 1946, e ne fu influenzato durante la scrittura di 1984.

## Trama
La storia è raccontata in prima persona dal suo protagonista, D-503, sotto forma di un diario che raccoglie sia le sue osservazioni di lavoro come ingegnere che le sue disavventure con un gruppo di resistenti noto come Mefi (dal nome Mefistofele). Il diario ha lo scopo di raccontare la felicità finalmente conseguita dai cittadini dello Stato Unico e di presentarla alle civiltà extraterrestri che la nave spaziale alla cui costruzione D-503 sovrintende, l'Integrale, incontrerà nel suo viaggio.
L'innovativa visione futuristica di Zamjatin comprende abitazioni (e qualsiasi altro oggetto) costruite esclusivamente in vetro e materiali trasparenti, così che chiunque sia visibile in ogni momento.

## Citazioni e rimandi
I nomi dei protagonisti - O-90, D-503 e I-330 - derivano quasi certamente dai parametri ingegneristici della Saint Alexander Nevskij, la nave rompighiaccio preferita di Zamjatin (che fu ingegnere navale e si vantò di averne firmato personalmente i disegni preparatori). Alcuni sostengono che i numeri siano in realtà un codice biblico.
I nomi sono inoltre legati al sesso dei personaggi: gli uomini hanno nomi che iniziano per consonante e sono caratterizzati da numeri dispari, mentre tutti i nomi femminili iniziano per vocale e contengono numeri pari.
Molti dei nomi e dei numeri nel romanzo sono allusioni alle esperienze personali dell'autore o alla cultura e alla letteratura. L'Auditorium 112 si riferisce al numero della cella dove per due volte Zamjatin è stato imprigionato, la prima volta dal governo zarista, la seconda dal governo bolscevico. La matricola S-4711 si riferisce all'Acqua di Colonia 4711. 
Ci sono similarità tra i primi quattro capitoli della Bibbia e Noi; lo Stato Unico è considerato il Paradiso, D-503 è Adamo, I-330 Eva, S-4711 il serpente: infatti è descritto a forma di S, con un corpo bi-concavo, un Custode che fa il doppio gioco e passa dalla parte dei ribelli. La sigla dei ribelli e Mefi come Mefistofele, Satana. 
Si possono notare influenze di Dostoievskji: il discorso della scelta tra la felicità e la libertà ricorda il capitolo dei Fratelli Karamazov, "Il Grande Inquisitore" e D-503 scrive che la troppa coscienza di sé è una malattia come il narratore delle Memorie del Sottosuolo.
Il romanzo usa concetti matematici simbolicamente. La nave spaziale di cui D-503 è il costruttore è chiamata l'Integrale, che si spera "integrerà la grande equazione cosmica". D-503 è turbato dalla radice quadrata di -1 che è la base dei numeri immaginari. La serie infinita dei numeri è paragonata alla serie infinita di rivoluzioni: quando D-503 dice a I-330 che la loro rivoluzione è stata l'ultima, I-330 gli chiede di dire l'ultimo numero.

## Opere derivate
Il compositore italiano Pierluigi Castellano ha preso ispirazione dal romanzo nella scrittura del suo terzo album Noi, My, Us del 1990. Il gruppo musicale italiano NiHiL si è ispirato a Noi nella stesura del brano "Root Of Negative One" (2009).

Il gruppo musicale italiano Manovalanza ha dedicato al romanzo un brano musicale dal titolo La città di vetro, nell'album Anziani a vent'anni (2011).
Il titolo della canzone Integral dei Pet Shop Boys è un omaggio all'autore e richiama il nome dell'astronave.
Il gruppo musicale Zondini Et Les Monochrome si ispira al romanzo distopico per la scrittura di NOISE (2016).

## Edizioni
- Noi, traduzione di Ettore Lo Gatto, Bergamo, Minerva Italica, 1955. - Collana UEF n.412, Milano, Feltrinelli, 1963; Collana I garzanti n.394, Milano, Garzanti, ottobre 1972; in Noi della galassia. Cinque storie di fantascienza, a cura di Fausto Malcovati, Introduzione di Ugo Gregoretti, Roma, Editori Riuniti, 1982.
- Noi, traduzione di Barbara Delfino, Postfazione e cura di Stefano Moriggi, Collana I rimossi, Bologna, Fausto Lupetti, 2007, ISBN 978-88-839-1228-3.
- Noi, traduzione di Alessandro Niero, Collana Sírin Classica n.10, Roma, Voland, 2013, ISBN 978-88-624-3142-2.
- Noi, Introduzione, trad. riveduta[3] e note di Alessandro Niero, Collana Oscar moderni n.175, Milano, Mondadori, 2018, ISBN 978-88-046-8393-3. - Collana Oscar Moderni. Cult, Mondadori, 2020, ISBN 978-88-047-3465-9.
- Noi. Romanzo distopico, traduzione di Stefano Chiappalone, Verona, Fede & Cultura, 2020, ISBN 978-88-640-9853-1.
- Noi, collana Piccola Biblioteca del Fantastico, trad. e cura di Alessandro Cifariello, con un saggio di George Orwell, Roma, Fanucci, 2021, ISBN 978-88-347-4166-5.
- Noi, traduzione di Chiara Gualandrini, Collana I MiniMammut, Roma, Newton Compton, 2021, ISBN 978-88-227-5994-8.